# Apanteles merope
Apanteles merope är en stekelart som beskrevs av Nixon 1965. Apanteles merope ingår i släktet Apanteles och familjen bracksteklar. Inga underarter finns listade i Catalogue of Life.